# Chilo latmiadelis
Chilo latmiadelis là một loài bướm đêm trong họ Crambidae.